# Ljusa Falken Finists fjäder

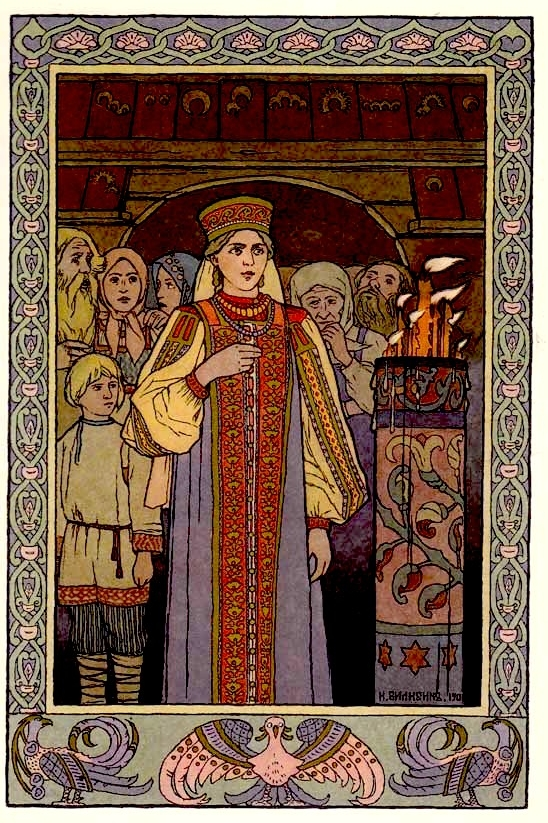
Illustration av Ivan Bilibin

Ljusa Falken Finists fjäder (ryska: Пёрышко Финиста ясна сокола) är en rysk saga, som ingår i Aleksandr Afanasievs verk "Ryska folksagor".

## Handling
En köpman frågar sina tre döttrar vad de vill att han ska köpa dem på marknaden. De två äldsta vill ha klänningar eller sjalar, men den yngsta vill ha antingen Falken Finists fjäder eller en röd blomma, beroende på version av sagan. Efter att fadern kommit hem och givit alla döttrarna det de vill ha, så kommer på natten Falken Finist till den yngsta dottern och friar till henne. Systrarna märker att den yngsta systern får besök och försöker övertyga fadern om att hon har en älskare, men misslyckas. 
Systrarna fäster då knivar i fönstret så att falken skadas. Han säger till sin älskade att hon måste söka rätt på honom för att finna honom, något som kommer att slita ut tre par järnskor och tre järnstavar. Hon hittar en stuga med en häxa, som ger henne en gåva och skickar henne till en andra häxa som ger henne en andra gåva och skickar henne till en tredje häxa. Den tredje häxan ger henne en sista gåva och skickar henne till ett slott där Finist ska gifta sig. Den yngsta dottern lyckas förhindra Finists bröllop och blir på slutet själv gift med honom.